# Нижний Ажгечу
Нижний Ажгечу — покинутый аул в Галанчожском районе Чеченской Республики. Входит в Нашхоевское сельское поселение.

## География
Аул расположен на северо-восточной части Галанчожского района, к северо-востоку от районного центра Галанчож.
Ближайшие населённые пункты развалины бывших аулов: на северо-западе — бывшие аулы Бончу-Дига, Магусты и Верхний Ажгечу, на юго-востоке — бывшие аулы Яхкачара, Зарха и Сакилинжили.

## История
Аул Нижний Ажгечу ликвидирован в 1944 году во время депортации чеченцев. После восстановления Чечено-Ингушской АССР чеченцам было запрещено селиться при возвращении на родину в свои исконные районы: Галанчожский, Шатойский и Итум-Калинский.